# Hornungia
Hornungia es un género de plantas con flores perteneciente a la familia Brassicaceae.
En la actualidad contiene tres especies que han estado clasificadas previamente como miembros de otros géneros, incluyendo Hutchinsia y Pritzelago.  Los géneros, y a veces varios otros, por lo general son tratados como sinónimos.

## Taxonomía
El género fue descrito por Ludwig Reichenbach y publicado en Deutschlands Flora 1: 33. 1837. La especie tipo es: Hornungia petraea

## Especies
| - Hornungia alpina - Hornungia angustilimbata - Hornungia aragonensis - Hornungia bulbifera - Hornungia chlorantha | - Hornungia circinnata - Hornungia damascena - Hornungia persica - Hornungia petraea - Hornungia procumbens - Hornungia rigida |